# Visayasnijdervogel
De visayasnijdervogel (Orthotomus castaneiceps) is een snijdervogel die alleen voorkomt in de Filipijnen.
In het Tagalog wordt deze vogel zijn Pipit Mananahi of Didit genoemd. In de Visayas noemt men de vogel Tigwati of Sagwati

## Kenmerken
De visayasnijdervogel is een relatief kleine snijdervogel. De mannetjes en vrouwtjes zijn sterk gelijkend. De vogel heeft een roodbruine kop, een geelgroene rug en stuit en een roodbuine staart met geelgroene randen. De vleugels zijn grijsbruin met geelgroene randen. De hals en borst zijn grijs met witte strepen. De buik is witgrijs. De flanken en de onderzijde van de staartdekveren zijn geelgroen en de "dijen" roodbruin. De bovenzijde van de snavel heeft een donkere hoornachtige kleur, de onderzijde is enigszins roze. De ogen zijn roodbruin en de poten zijn vleeskleurig. De visayasnijdervogel wordt inclusief staart 13 centimeter en heeft een vleugellengte van 5 centimeter.

## Leefgebied en verspreiding
De visayasnijdervogel leeft in primaire en secundaire bossen en bosranden en zijn daar meestal dicht bij de grond te vinden. De vogel komt voor in de westelijke Visayas en telt twee ondersoorten:
- O. c. castaneiceps: meest westelijke Visayas.
- O. c. rabori: Negros en mogelijk Cebu.

## Voortplanting
De visayasnijdervogel bouwt het nest op 20 cm tot 10 meter boven de grond, door de enkele bladeren aan het einde van wat takken bij elkaar te vlechten tot een soort zakje. Tussen maart en mei worden in het nest twee of drie eieren gelegd. De eieren zijn wit met vaal roodachtig paarse en bruine stipjes.